# 2022年沈阳公交爆炸案
2022年沈阳公交爆炸案于2022年2月12日17时55分，发生在中國辽宁省沈阳市皇姑区黄河南大街与宁山中路路口附近，一辆232路公交车在行驶时突然发生爆炸。截至2月14日，爆炸已造成1人死亡，2人重伤，40人轻伤。網傳爆炸為上訪戶製造，但消息未經證實。